# Шарль Луї Флайшманн
Шарль Луї Флайшманн, англ. Charles Louis Fleischmann (* 3 листопада 1835, Крнов — † 10 грудня 1897) — підприємець, виробник-інноватор дріжджів та інших продовольчих товарів ХІХ ст. Наприкінці 1860-х він з братом Максиміліаном створили перші американські дріжджі виготовлені комерційно, що привело до революції у хлібовипіканні і зробило можливим сучасне масове виробництво та споживання хлібу.

## Біографія
Уродженець Єґерндорфа, Моравська Сілезія, Шарль здобув освіту в Будапешті, Угорщина, Відні та Празі. Тоді він створив гуральню, де виробляв спирти та дріжджі. У 1865 він приїжджає у Сполучені Штати Америки, де розчаровується якістю місцевої випічки в Цинциннаті, Огайо. Він з братом та бізнес-партнером Джеймсом Ґаффом заснували компанію, що стала відомою як Дріжджева компанія Флайшманна у Ріверсайді, Цинценаті в 1868 році.
В 1876 році на Столітній виставці у Філадельфії вони представили зразкову Віденську випічку, яка принесла міжнародну славу та піднесення продажів молодій компанії, і продаж дріжджів різко зріс. Зрештою Флайшманн придбав 14 виробничих потужностей.
Компанія з виробництва дріжджів та інших товарів досі існує і розміщується у Сейнт — Луісі. Дріжджева компанія Флайшманна стала світовим лідером з виробництва дріжджів та другою у світі з виготовлення оцту. Під брендом Флайшманна також виготовлявся перший американський комерційний джин.
Шарль Флайшманн також мав декілька патентів на механічні пристрої, що застосовуються у виробництві дріжджів. Він допоміг створити Національний Ринковий Банк і був його президентом з 1887 року до своєї смерті в 1897 році. Похований на кладовищі Спріґ Ґроув, в мавзолеї на горі Парфенон. Його син, Юліус Флайшманн, був мером Цинциннаті.

## Спадщина
3 березня 2008 року на щорічному зібрані Американського банкового товариства в Чикаго, Іллінойс, Шарль Флайшманн був обралий до Зали слави товариства.

## Список джерел
1. ↑  Klieger, P. Christiaan. The Fleischmann Yeast Family. Chicago: Arcadia Books. 2004
2. ↑  9171, 732595-2, 00. html Morgan Mergers. Time (magazine). 1929. Процитовано 4 серпня 2008. But also announced last week was a Morgan-managed merger of Fleischmann Co., Royal Baking Powder Co., and E. W. Gillett, Ltd... No transportation problem existed in 1868 when Charles and Maximilian Fleischmann, immigrants from Austria-Hungary, and James Gaff of Cincinnati, founded Gaff, Fleischmann & Co. at Riverside, Ohio. Their first great forward step was made in 1876 when they exhibited a Model Vienna Bakery at the Centennial Exposition in Philadelphia. From the fame of this exhibit came an increased demand for Fleischmann's yeast. Soon there was a Fleischmann plant on Long Island, then another at Peekskill, N. Y, Guiding spirit of the early Fleischmann company was Charles Fleischmann, who died in 1897. It was under the leadership (1897-1925) of the late Julius Fleischmann that the company went through its major expansion period. Following his death, his brother, Major Max C. Fleischmann, stepped to the front. [недоступне посилання з 01.10.2010]
3. ↑  Rolfes, Steven (Oct 29, 2012). Cincinnati Landmarks. Arcadia Publishing. с. 44. Процитовано 19 травня 2013.